# Orgue de Montuïri

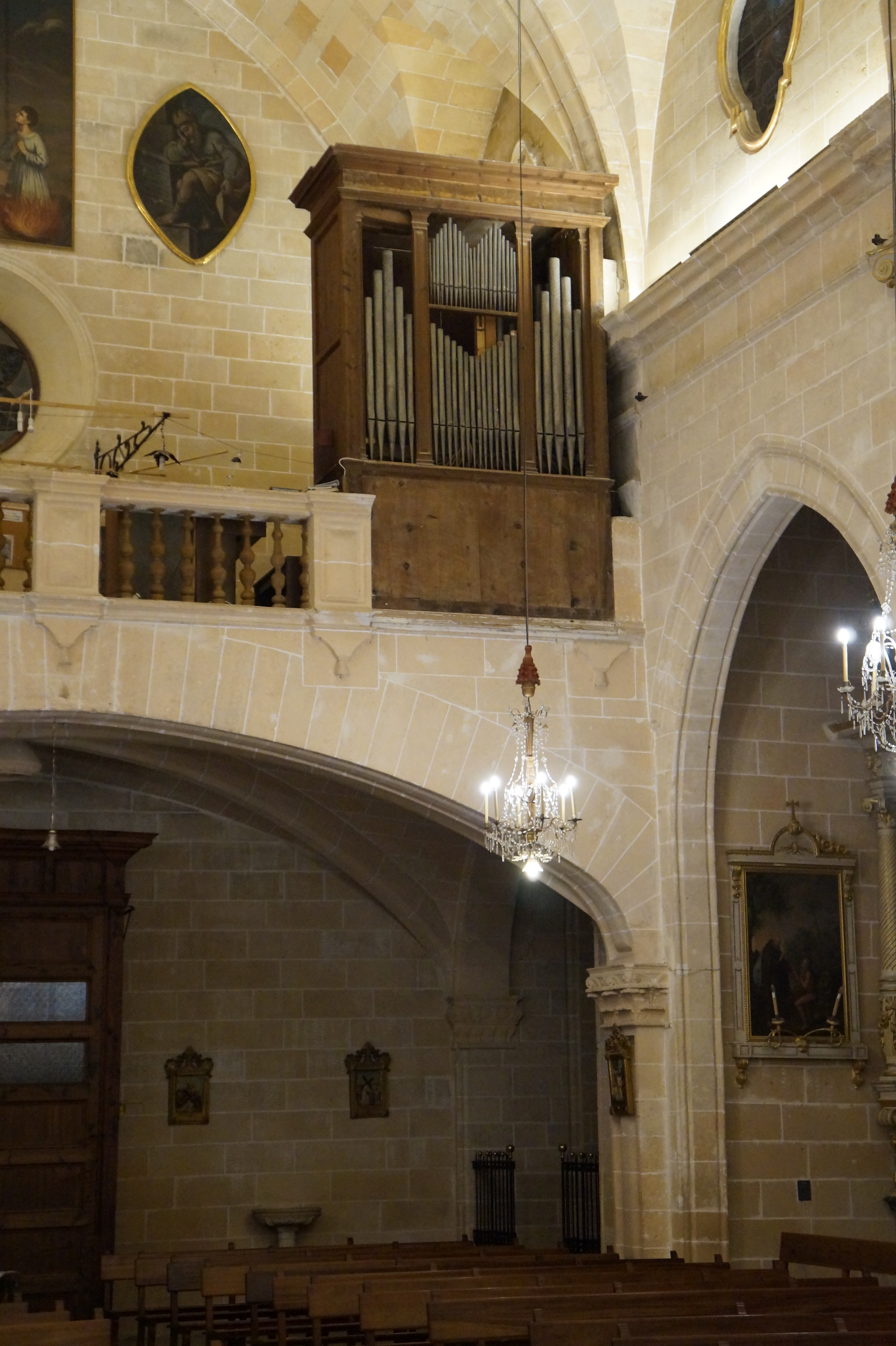
Vista de l'orgue des de la nau principal

L'orgue de Montuïri es troba a l'Església de Sant Bartomeu de Montuïri, Mallorca. Actualment se situa a la banda esquerre del cor. Es tracta d'un dels orgues més antics de l'illa.

## Història
Les primeres notícies d'un orgue a Montuïri es remunten a l’any 1640, quan l’orgue es vol mudar del cor a la capella de la Puríssima. Les properes notícies relatives al 1667 i 1668 indiquen cert abandonament de l’orgue i la voluntat de fer-ne un de nou per part del rector de la parròquia. Aquesta situació culmina quan el 1670 es crea el benefici d’orgue per construir-ne un de nou, ja que l’antic es trobava en un estat ruïnós. El benefici s’atorgava com a «dret de percebre un conjunt de béns (delmes, censals, etc.) a canvi de realitzar les tasques per les quals s’havia creat dit benefici». Un d’aquests era el benefici d’orgue, del qual el primer beneficiat fou el montuïrer Miquel Jaume, «fill de Pera». Els beneficiats d’aquest títol tenien «obligasió de anseñar tocar orga, mosique y gremàtique y de tot lo demés que sebran».
Tot i que hi ha qui assenyala que l’orgue fou construït per la família Bosch, l’autoria d’aquest no és clara, atès que no s’ha trobat el contracte de construcció de l’orgue. Sigui com sigui, es tracta d’un orgue que comparteix moltes similituds amb l’orgue de Banyalbufar i segurament es tracti d’un dels orgues més antics de Mallorca. Tenim altres notícies sobre l’orgue de Montuïri relatives a les visites pastorals a la parròquia de Montuïri. Per exemple, sabem que el 1695 i el 1713 es mana adobar i temperar l’orgue perquè es pugui tocar bé o que el 1727 s’encomana al beneficiat reverend Julian Socies que temperi i recompongui l’orgue per l'estat en què es troba. L'església es renova entre el 1755 i 1771 i això té conseqüències sobre l’orgue. En efecte, l’any 1770 es torna a demanar que es recompongui per estar molt maltractat. Comptam amb altres notícies com la descripció de Berard el 1789 quan parla de les renovacions de l'església. Esmenta que l’orgue és vell i sense ornaments.
Durant el segle xix seguim tenint observacions de l’orgue durant les visites pastorals. L’any 1849 es parla d’un orgue en estat corrent. El 1860 rebria unes noves manxes construïdes el 1858 pel preu de 12 lliures. Durant el segle xx, la notícia més destacable és la restauració de 1987 que realitza Pere Miquel Reynés i Florit, encarregada pel rector Bartomeu Tauler. Gràcies a aquesta reforma, es recobra l’octava curta, s’eliminen els jocs romàntics i es recuperen les mixtures més agudes. Es va inaugurar amb un concert de l’organista Miquel Pons. Actualment, l’orgue es troba en bon estat de conservació i funcionament i ha tengut un paper important en els concerts dels Simpòsiums Internacionals de l’Orgue Històric de les Balears.

## Descripció tècnica[2]

### Consola

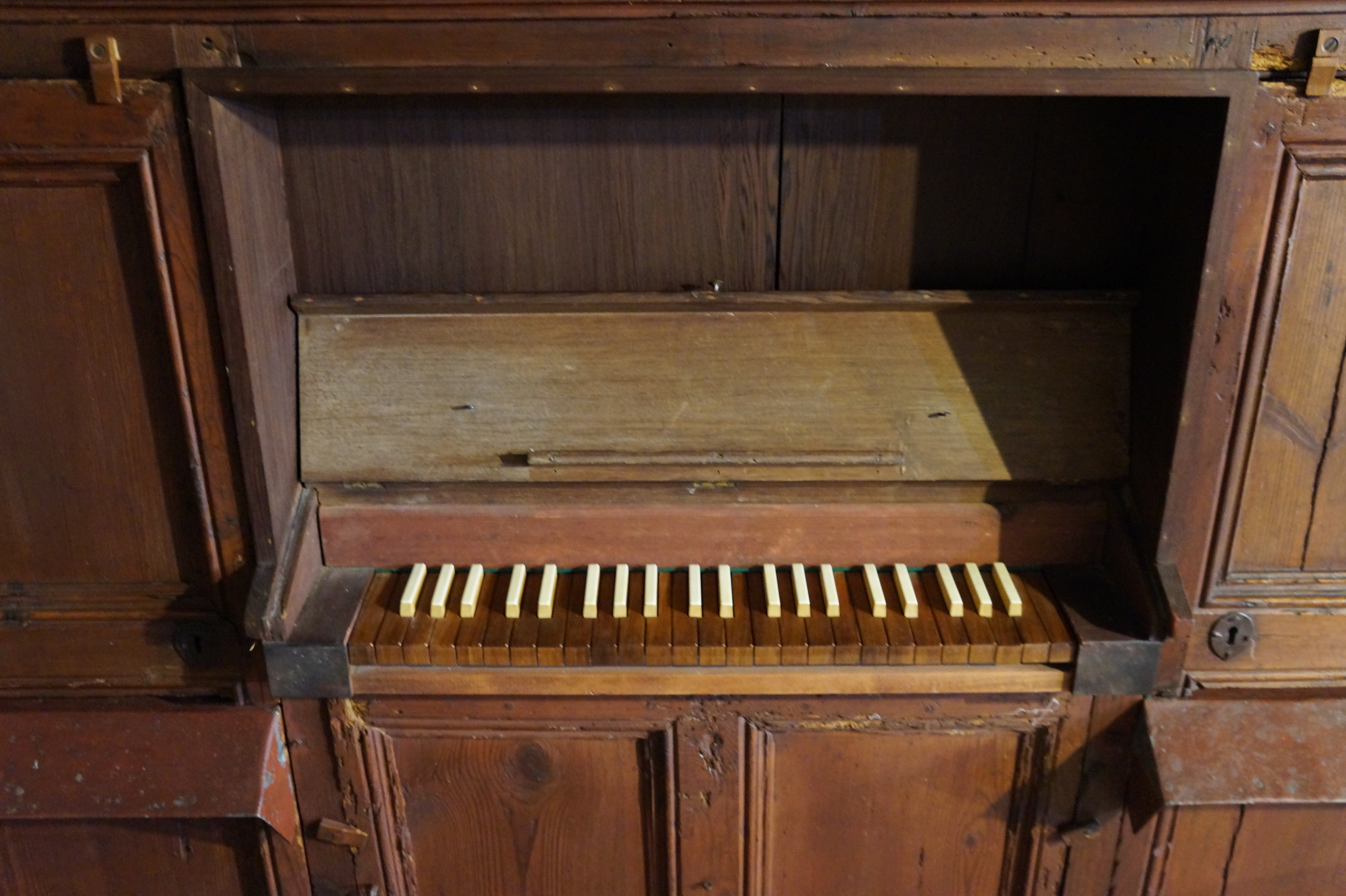
Vista del teclat de l'orgue

L’orgue de Montuïri compta amb un teclat de fusta de 45 notes (C-c’’’). Presenta una partició c’-cs’ i la primera octava és curta. Abans de la reforma actual es tractava d’un teclat de piano amb una extensió de 54 notes (C-f’’’), encara que només en sonaven 45 (E-c’’’). La primera octava era, per tant, capada. Actualment, trobam també 7 botons amb dos jocs propis en el Pedal. La disposició dels tiradors és la següent:
| Mà esquerra     | Mà dreta        |
| --------------- | --------------- |
| Flautat de cara | Flautat de cara |
| Flautat segon   | Flautat segon   |
| Octava          | Octava          |
| Tapadet         | Tapadet         |
| Quinzena        | Quinzena        |
| Vintidosena     | Vintidosena     |
| Cimbalet        | Cimbalet        |

Existeix un tirador buit a cada banda de la consola. Es tanquen tots amb unes portetes de fusta.

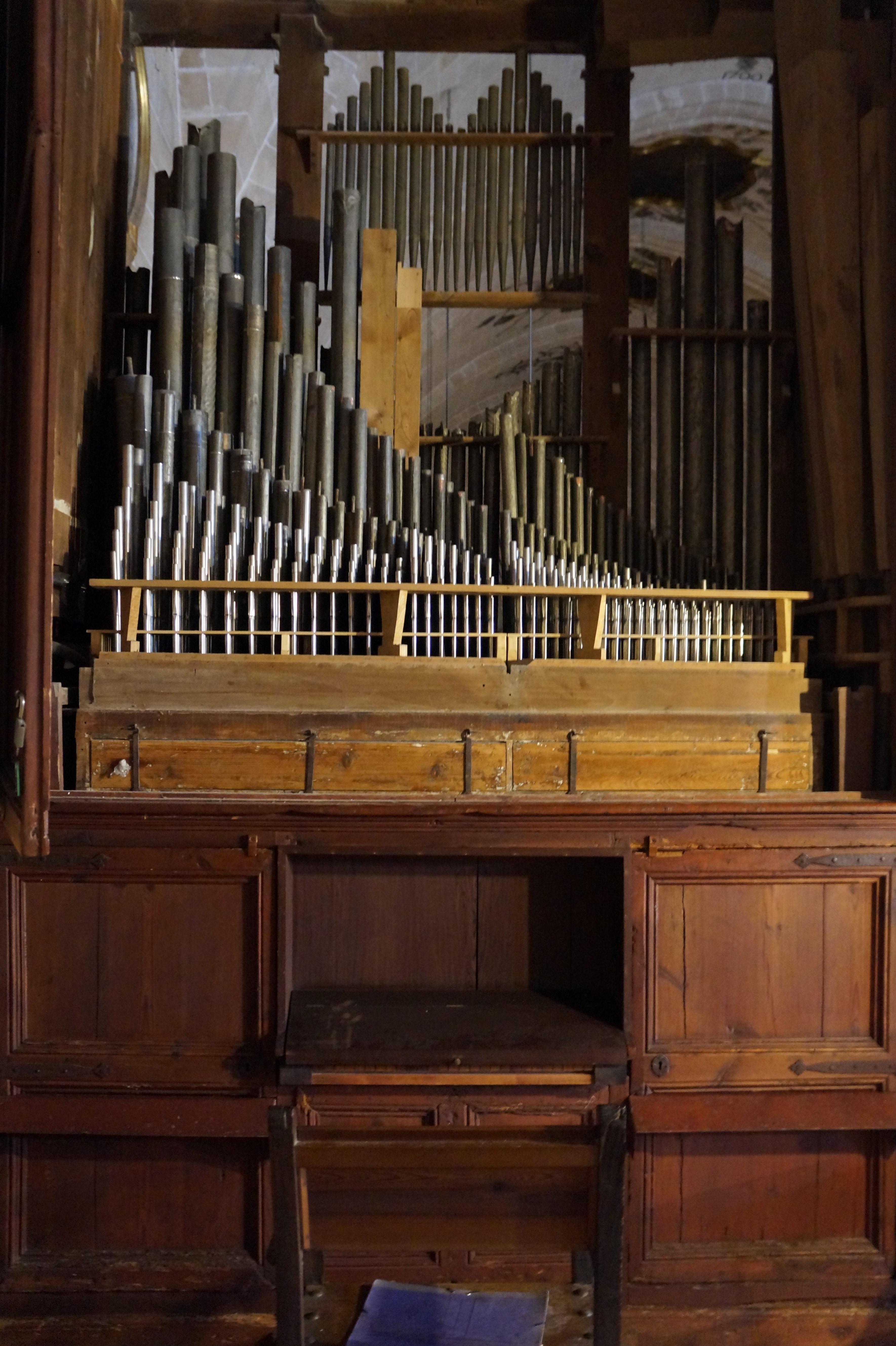
Vista de l'interior de l'orgue

El pedal compta amb bombarda.

### Secret
L’orgue actualment compta amb 7 jocs. Abans de la reforma actual existia un 8è joc que consistia amb una Trompeta Real de 8’ amb canals romàntiques. Es va eliminar amb la idea d'instal·lar posteriorment un joc de Regalies. A continuació, podem veure les característiques dels jocs actuals començant per la part de la façana:
1. Consisteix en un Flautat de cara de 8’. Els cinc primers tubs (C-G) es troben a l'esquerra del secret i són de fusta. Els 17 següents (A-cs’) s'ubiquen a la cara. Cada tecla de la mà dreta és a dos tubs.
2. Es tracta d’un altre Flautat de 8’ des de cº, amb els tubs de dsº i fº de fusta.
3. Joc de l’Octava de 4’, que és a dos tubs per tecla a partir de cs’ i a tres a partir de cs’’.
4. Es tracta del Tapadet de 4’, de tubs amb Xemeneia.
5. Joc de la Quinzena de 2’ + 1 1/3’ a la mà esquerra i de 2 2/3’ + 2’ + 2’ a la mà dreta. Abans de la darrera reforma comptava amb un Nazard doble a la mà esquerra i una Corneta elevada de sis rengles a la mà dreta. Es varen substituir pel joc actual perquè els tubs no eren originals, sinó de Principal tallats i no corresponia ni amb les perforacions del secret ni amb l'estil de l’orgue.
6. Consisteix en la Vintidosena de 1 1/3’ + 1’. A partir de fsº cada tecla és a tres tubs i a quatre a partir de cs’.
7. Es tracta del Cimbalet de 4/5’ + 2/3’ + 1/2’ amb les seves reiteracions. A partir de cº cada tecla és a quatre tubs.

El pedal compta amb dos jocs de secrets:
1. Es tracta d’un joc de Contres tapades de 8’. Són de fusta permanents i es troben sota del secret de l’Orgue Major.
2. Consisteix en un joc de Contres de llengüeta de 8’ de fusta amb tirador. Es troben a la dreta del secret de l’Orgue Major.

### Temperament
L’orgue compta actualment amb una pressió de 70 mm. Presenta una afinació un to baixa i un temperament mesotònic.

## Llista d'organistes[1]
Podem establir una llista dels diferents organistes i beneficiats de l’orgue de Montuïri, que és la següent:

### Segle XVII
- Miquel Jaume, prevere (1670)
- Arnau Manera: l’any 1688 l’ajuntament no vol que tengui el benefici de l’orgue
- Rafel Mas, prevere
- Rafel Miralles
- Bartomeu Mut, prevere
- Perot Mut

### Segle XVIII
- Antoni Cerdà i Mascaró, prevere
- Guillem Ferrando i Villalonga, prevere
- Josep Gallard
- Rafel Manera i Marimon
- Francesc Martorell
- Gregori Mateu i Vanrell
- Antoni Miralles
- Gaspar Miralles i Trobat
- Gabriel Roca i Gomila
- Sebastià Socies

### Segle XIX
- Antoni Castellà i Manera
- Gabriel Gomila i Mayol
- Gabriel Miralles i Pocoví
- Mateu Pocoví i Prohens

### Segle XX
- Antoni Martorell i Miralles, T.O.R. (1913-2009)
- Bartomeu Moll i Ribas, prevere
- Joan Baptista Munar i Ramis, prevere (1902-1974)
- Miquel Pons i Melià, prevere
- Joan Pocoví i Tous
- Josep Sampol i Cerdà